# 魚成親能
魚成 親能（うおなし ちかよし）は、戦国時代の武将。伊予西園寺氏の家臣。伊予国竜ヶ森城主。西園寺十五将の1人。

## 生涯
西園寺氏当主西園寺公広の家臣であり、魚成通親の子。魚成氏は伊予国竜ヶ森城を本拠地とし、西園寺十五将として1000石を領した。
魚成氏（平氏末裔と伝える）は室町時代から戦国時代にかけて宇和郡魚成を根拠地とし、それぞれ山城や館を構えた。元々、南予を支配する西園寺氏の配下十八将であったが、在地領主として独立した勢力（豪族）であった。魚成氏は隆が森城（りゅうがもりじょう、現在の竜ヶ森城のこと）を本拠とした。
しかしながら、土佐の一条氏が滅ぶと戦国末期に急激に勢力を伸ばした土佐の長宗我部元親により、四国統一を狙って度々南予各地に侵攻され戦闘に巻き込まれる。そのため、小領主として石高の少ない北之川氏や魚成氏は、西園寺氏と長宗我部氏の間にはさまれて対応に苦慮し、両者から何度か侵攻を受けている。結果、最終的に西園寺氏に与し、長宗我部氏に敢闘したが、1573年、長宗我部元親による攻撃で竜ヶ森城は落城した。

## 関連文書
- 愛媛県生涯学習センターデータベース『えひめの記憶』